# Paul Michel Lévy
Paul Michel Gabriel baron Lévy (Elsene, 27 november 1910 – Sainte-Ode, 16 augustus 2002), was een Belgisch volksvertegenwoordiger, journalist en hoogleraar en mede-ontwerper van de vlag van Europa.

## Levensloop
Lévy was een zoon van Isidore Lévy en van Hélène Duivepart. Hij trouwde in 1935 met Simone Joniaux (1911-2001).
Hij promoveerde tot handelsingenieur en licentiaat in de economische wetenschappen aan de ULB. Hij werd journalist en hoofd van de nieuwsdienst van het Nationaal Instituut voor de Radio-omroep. In 1940, aan het begin van de Tweede Wereldoorlog werd hij door de bezetter ontslagen en opgesloten in het concentratiekamp van Breendonk. In 1941 kondigde de BBC aan dat hij onder folteringen was bezweken. Om dit tegen te spreken werd hij in voorlopige vrijheid gesteld. Hij kon vluchten en bereikte Londen in juli 1942.
Hij organiseerde er, onder de leiding van voormalig minister Antoine Delfosse, ook pas in Londen aangekomen, de ondersteuning van het binnenlands verzet. Toen Delfosse in oktober 1942 in de Belgische regering werd opgenomen als minister van Justitie, van Voorlichting en van Propaganda, werd Lévy zijn medewerker. Hij was een van degenen die op de BBC de Belgen toespraken. Hij werkte vooral in de studiegroep die zich boog over de naoorlogse problemen van organisatie en herstel. Hij lag aan de oorsprong van de Zending Samoyède die na de bevrijding van het land de radiogolven onmiddellijk in bezit nam en de uitzendingen hernam.
Na de landing in Normandië werd hij oorlogscorrespondent. Hij was de eerste westerse journalist die binnendrong in het Duitse landsgedeelte dat de Sovjetzone werd. Hij was aanwezig bij de bevrijding van Dachau en de verovering van Berlijn. Hij werkte ook voor het Belgisch commissariaat voor de repatriëring. In die hoedanigheid maakte hij deel uit van het team dat instond voor de overbrenging van Philipp Schmitt, kampverantwoordelijke van het concentratiekamp van Breendonk tijdens zijn gevangenschap. Het is op suggestie van Lévy dat Schmitt opgesloten werd in het fort van Breendonk dat na de oorlog een interneringscentrum was.
Hij sloot na de oorlog aan bij de Union Démocratique Belge (UDB), een nieuwe partij die de links-rechts-tegenstellingen wilde overstijgen. Het werd een grote flop en bij de verkiezingen van februari 1946 was Lévy de enige verkozene van deze partij, als volksvertegenwoordiger voor het arrondissement Nijvel. Drie weken later nam hij ontslag. Zijn opvolger was Werner Marchand die, hoewel de UDB was opgedoekt, gedurende de volledige legislatuur bleef zetelen. Lévy keerde terug naar de Belgische radio.

## De Europese vlag
Hij werd in 1949 de eerste directeur voor pers en informatie van de Raad van Europa. Hij moest er zich onder meer bezighouden met de vlag voor deze nieuwe instelling, een vlag die dertig jaar later zou worden overgenomen door de Europese Gemeenschap en daarna universeel bekend werd als de Europese vlag.
De keuze van de vlag werd beïnvloed door het feit dat Lévy, van Joodse origine, een katholieke bekeerling was.
Hij dacht eerst op het overnemen van de vlag van de Paneuropese Unie van graaf Richard Coudenhove-Kalergi. Maar in het midden van die vlag stond een kruis, en zowel de socialistische internationale als de Turkse afvaardiging protesteerden hiertegen.
Het werd dan de bekende vlag van twaalf gouden sterren in een cirkel op een veld van azuur. Ze werd ontworpen door Arsène Heitz. Hij liet zich (zoals hij later bevestigde) inspireren door een beschrijving in de Apocalyps, hoofdstuk 12:1 ('Een groot teken verscheen aan de hemel: een vrouw badend in zonlicht, met de maan aan haar voeten en een kroon van twaalf sterren rond het hoofd').

## Andere activiteiten
Binnen het kader van zijn Straatsburgse activiteiten werd hij commissaris-generaal voor het paviljoen van de Raad van Europa op de Expo 58.
Lévy werd gewoon hoogleraar aan de UCL en was er decaan van de faculteit rechten van 1965 tot 1968. Hij werd ook geassocieerd hoogleraar aan de Universiteit van Straatsburg.
Hij was ondervoorzitter van de Hoge Raad voor de statistiek.
Hij werd ook gouverneur van het 217de district van Rotary International.

## Eerbetoon
- Paul Lévy werd erevoorzitter van het nationaal memoriaal van Breendonk.
- Hij werd ereburger van Gembloers en van Brumath.
- In 2000 verkreeg hij persoonlijke opname in de Belgische adel met de titel van baron. Hij nam als wapenspreuk Amor Omnia Vincit.